# NK Bratstvo Gračanica
Der NK Bratstvo Gračanica (Nogometni klub Bratstvo Gračanica) ist ein bosnischer Fußballverein aus der Stadt Gračanica.
In der Saison 2008/09 stieg Bratstvo Gračanica als 15. der zweitklassigen Ersten Liga in die drittklassige Zweite Liga ab. In der Spielzeit 2010/11 erreichte der Verein dort mit dem Aufstieg die Rückkehr in die zweithöchste bosnische Fußballspielklasse.